# Carlos Clerc Martínez
Carlos Clerc Martínez (Badalona, Barcelonès, 21 de febrer de 1992) és un futbolista català que juga com a lateral esquerre.

## Carrera de club
Clerc es va formar al planter del RCD Espanyol. Hi va debutar com a sènior, amb el RCD Espanyol B la temporada 2010–11 a Tercera Divisió.
El 26 de setembre de 2013, Clerc va debutar a La Liga amb el primer equip, jugant com a titular els primers 68 minuts de partit en una derrota per 1–2 a fora contra el Vila-real CF. El 31 de gener de l'any següent, fou cedit al CE Sabadell FC de Segona Divisió, fins al juny.
El 28 de gener de 2015, Clerc va retornar al Sabadell també cedit, després de no haver jugat cap partit amb els Pericos durant la primera meitat de la temporada 2014-15. El 15 de juliol, va anar cedit per un any al Girona FC per la temporada 2015-16.
El 19 d'agost de 2016, Clerc va signar contracte per dos anys amb el CA Osasuna, acabat d'ascendir a primera. Hi va marcar el seu primer gol el 9 de gener, en un empat 3–3 a casa contra el València CF.
El 27 de juny de 2019, com a agent lliure Clerc signà contracte per tres anys amb el Llevant UE. El juliol de 2022, després de descendir, va fitxar per dos anys per l'Elx CF de primera divisió.

## Palmarès
Osasuna
- Segona Divisió: 2018–19